# 海格力斯阿拉米达

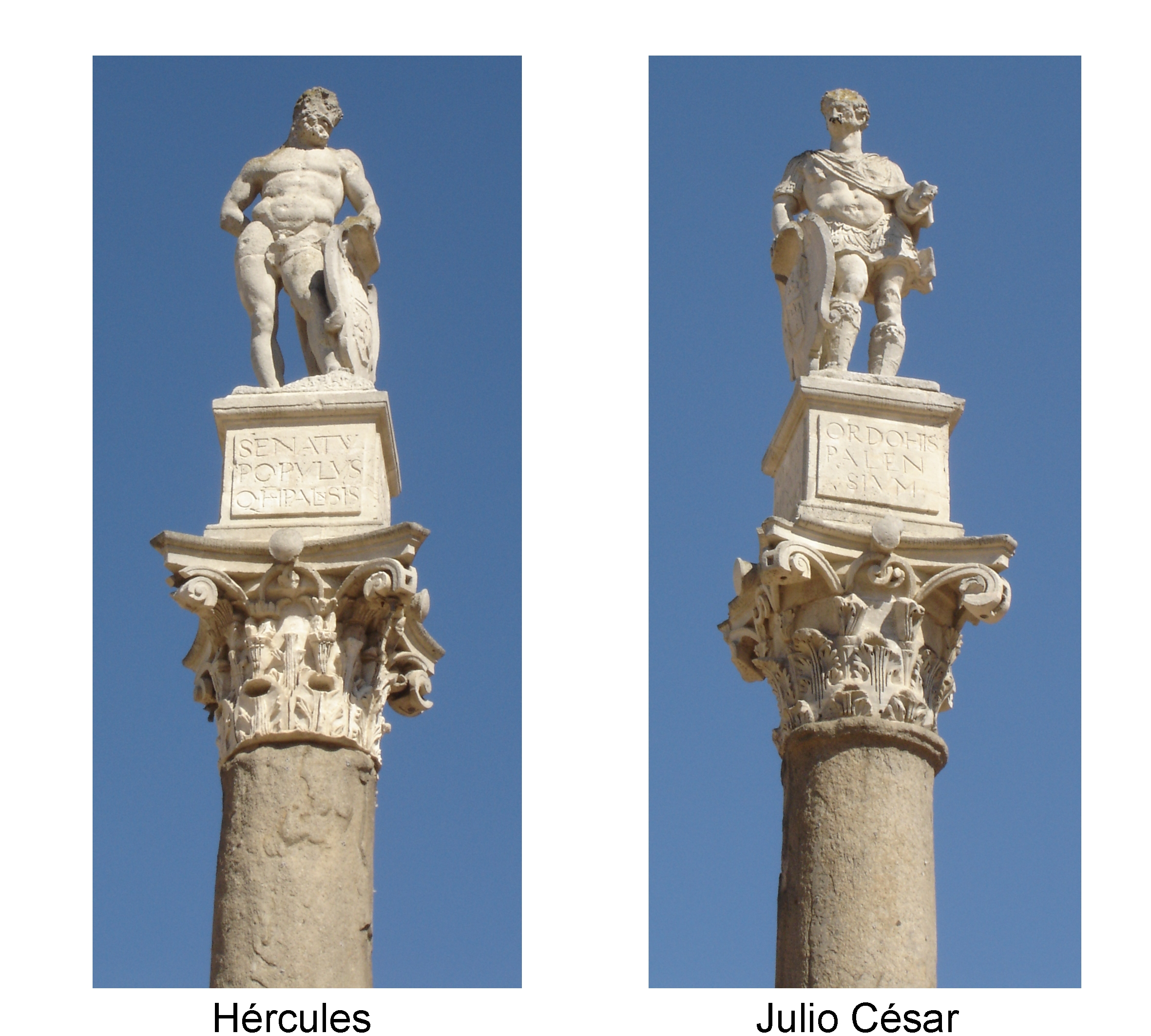
柱顶的海格力斯和恺撒雕像

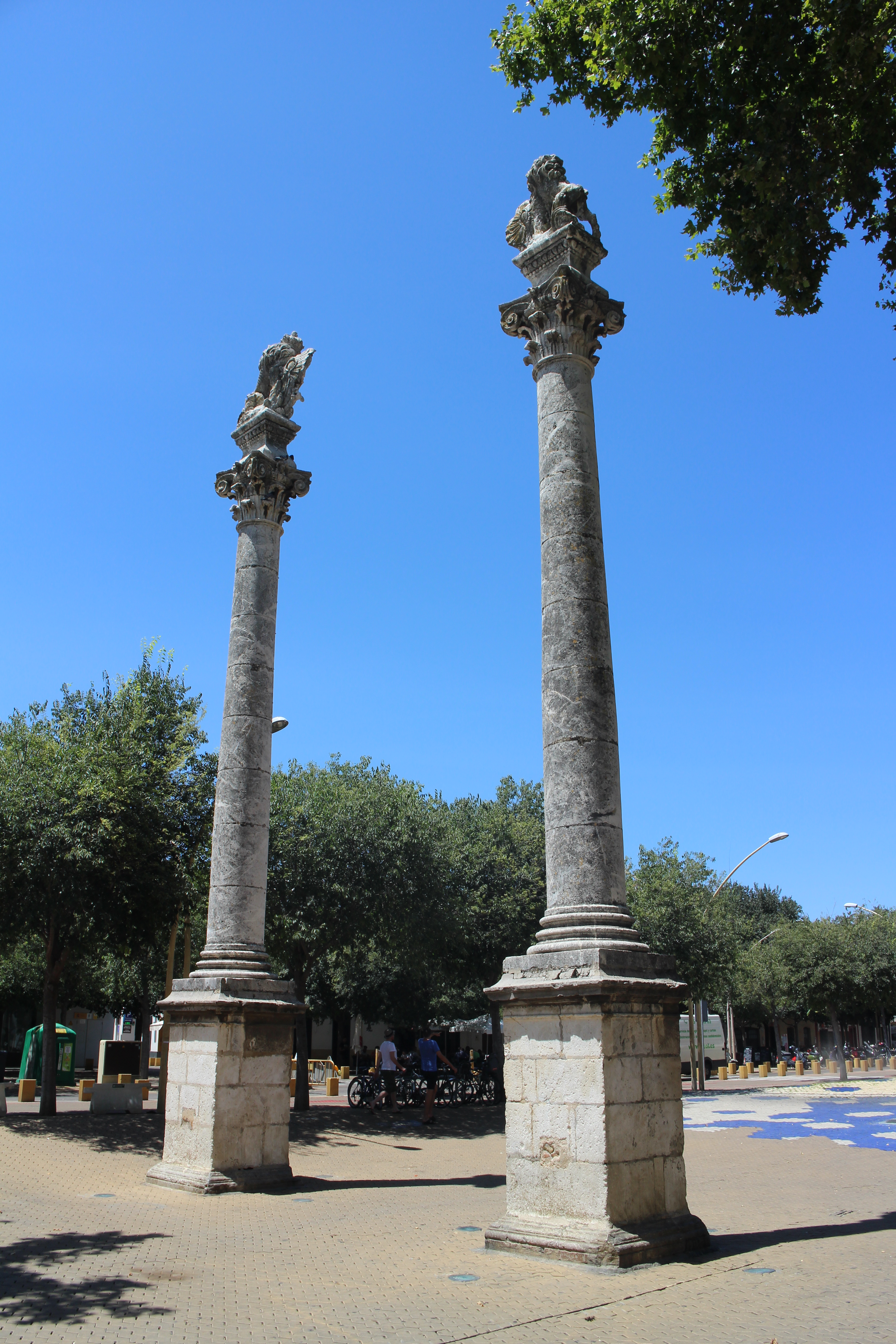

海格力斯阿拉米达（Alameda de Hércules）是西班牙南部塞维利亚一个广场。它起源于1574年建成的一个公共花园，得名于中心部分的八行白杨树。位于该市的历史中心的北半部，介于瓜达尔基维尔河和马卡雷纳社区之间。这是在西班牙和欧洲最古老的公共花园. 。